# Diphascon bullatum
Diphascon bullatum är en djurart som tillhör fylumet trögkrypare, och som beskrevs av Murray 1905. Diphascon bullatum ingår i släktet Diphascon och familjen Hypsibiidae. Inga underarter finns listade i Catalogue of Life.